# Physarum polycephalum
Physarum polycephalum, spesso definito come melma policefala, è un protista (mixomiceto) melmoso unicellulare appartenente al clade Amoebozoa (phylum Amebozoa, classe Myxogastria), che prospera in ambienti ombreggiati, freschi e umidi, come le foglie in decomposizione e i tronchi.

## Caratteristiche
Questo protista può essere visto senza un microscopio; P. polycephalum è in genere di colore giallo, e mangia spore fungine, batteri e altri microbi. P. polycephalum è uno dei microbi eucarioti più facili da far crescere in coltura, ed è stato utilizzato come organismo modello per molti studi che coinvolgono il movimento ameboide e la motilità delle cellule. La maggior parte degli organismi riceve il DNA mitocondriale dalla madre, ma non si sa da dove P. polycephalum riceva il suo DNA mitocondriale, in quanto al momento non è possibile distinguere tra maschio e femmina. Si ritiene anche che P. polycephalum sia la prima cellula eucariote ad avere organelli come i mitocondri e le caratteristiche ribosomiali.

## Ciclo vitale
La fase vegetativa principale di P. polycephalum è il plasmodio (la forma attiva e mobile della muffa melmosa). Il plasmodio è costituito da reti di vene protoplasmatiche, e molti nuclei. È durante questa fase che l'organismo cerca cibo. Il plasmodio circonda il suo cibo e secerne enzimi per la digestione.
Se le condizioni ambientali portano il plasmodio ad essiccare durante la nutrizione o la migrazione, i Physarum formeranno uno sclerozio. Lo sclerozio è fondamentalmente un tessuto indurito multinucleato che serve come fase dormiente, proteggendo il Physarum per lunghi periodi di tempo. Una volta che le condizioni favorevoli si ripresentano, il plasmodio riappare per proseguire la sua ricerca di cibo.
Appena l'approvvigionamento di cibo termina, il plasmodio smette di alimentarsi e inizia la fase riproduttiva. Gambi di sporangi nascono dal plasmodio, è all'interno di queste strutture, che si verifica la meiosi e le spore si formano. Gli sporangi si formano all'aperto in modo che le spore che rilasciano saranno diffuse da correnti di vento.
Le spore possono rimanere latenti per anni se necessario. Tuttavia, quando le condizioni ambientali sono favorevoli per la crescita, le spore germinano e rilasciano sciami di cellule o flagellate o ameboidi (fase di motilità); le cellule brulicanti poi si fondono per formare un nuovo plasmodio.

## Locomozione
Il movimento di un P. polycephalum è chiamato flusso di spola. Il flusso di spola è caratterizzato dal ritmico andirivieni del flusso del protoplasma; l'intervallo di tempo è di circa due minuti. Le forze del flusso variano per ogni tipo di microplasmodio.
La forza nei microplasmodi ameboidi è generata dalla contrazione e rilassamento di uno strato membranoso probabilmente costituito da actina. Lo strato di filamenti crea un gradiente di pressione, oltre il quale il protoplasma fluisce entro i limiti della periferia cellulare.
La forza dietro il flusso nei microplasmodi a forma di manubrio è generata da variazioni di volume sia nella periferia della cellula che nel sistema di invaginazione della membrana cellulare.

## "Intelligenza"
Il Physarum polycephalum dimostra una sorprendente quantità di "intelligenza" per una creatura unicellulare.
Una sua caratteristica che l'ha resa oggetto di studi è la capacità di esplorare semplici labirinti evitando di ritornare su percorsi già esplorati sfruttando una sua secrezione come "memoria" esterna. Questa capacità è resa ancor più interessante dal fatto che essendo unicellulare non possiede evidentemente alcun sistema nervoso e viene studiata anche nel campo dei robot mobili autonomi.

### Soluzione di labirinti
Un team di ricercatori giapponesi e ungheresi, scrivendo sulla rivista Nature, ha affermato di aver scoperto che P. polycephalum è in grado di trovare la via più breve attraverso un labirinto. Porzioni di muffa melmosa erano attirate dentro un labirinto di 30 cm2 da grumi di cibo posizionati alla fine del percorso. I ricercatori hanno concluso che la creatura ha mostrato un tipo di intelligenza primitiva.
Normalmente, la melma espande la propria rete di tubi simili a gambe, o pseudopodi, per riempire tutto lo spazio disponibile. Ma quando due pezzi di cibo sono stati collocati in punti di uscita separati nel labirinto, l'organismo ha stirato il suo intero corpo tra le due sostanze nutritive. Ha adottato il percorso più breve possibile, in modo efficace per risolvere il rompicapo.

### Previsione di eventi
Il biofisico Toshiyuki Nakagaki dell'Hokkaido University e i suoi collaboratori hanno modificato l'ambiente della muffa melmosa di Physarum. Una volta strisciate attraverso una piastra di agar, i ricercatori hanno sottoposto le cellule a freddo e asciutto per i primi 10 minuti di ogni ora. Durante questi periodi freddi, le cellule hanno rallentato il loro moto. Dopo tre colpi di freddo gli scienziati hanno smesso di modificare la temperatura e l'umidità e si sono messi a guardare se le amebe avevano imparato lo schema. Infatti, molte delle cellule rallentavano in accordo sull'ora in attesa di un altro attacco di freddo. Quando le condizioni sono rimaste stabili per un po', le amebe della muffa melmosa hanno abbandonato il loro orario di frenata, ma quando un solo altro colpo di freddo è stato applicato, hanno ripristinano il comportamento e correttamente hanno ricordato l'intervallo di 60 minuti. Le amebe sono state anche in grado di rispondere ad altri intervalli, che vanno dai 30 ai 90 minuti.

### Calcolo
Andrew Adamatzky presso l'Università del West England a Bristol, ha illustrato come sia possibile puntare, orientare e separare con precisione il plasmodio con la luce e fonti di cibo. Poiché i plasmodi reagiscono sempre allo stesso modo per lo stesso stimolo, Adamatzky dice che sono il substrato ideale per i futuri ed emergenti bio-dispositivi di elaborazione.